# Emiel Janssen
Emiel Jan Janssen (Vlimmeren, 27 april 1897 - Tienen, 27 maart 1984) was een Belgisch jezuïet en literair criticus.

## Levensloop
Na middelbare studies aan het College in Hoogstraten, trad Janssen toe tot de orde van jezuïeten. Hij kreeg er de ruimte om zich te ontpoppen tot erkend essayist en literatuurcriticus.
Janssen werd vooral bekend door zijn boekenreeks genaamd Zuid en Noord, keuzen van Nederlandstalig proza en poëzie, ten dienste van de verschillende klassen in de middelbare scholen van het vrij onderwijsnet.
Vanaf 1933 begon Janssen aan een indrukwekkende reeks literaire publicaties in Streven, het pas opgerichte tijdschrift van de Vlaamse jezuïeten, waarvan hij weldra een van de bekendste en meest geprezen auteurs werd. Naast talrijke essays en studies, publiceerde hij ook in praktisch elk nummer een of meerdere boekbesprekingen. Dit bleef zo tot in 1950-51, jaargang waarin een laatste essay van hem in dit tijdschrift verscheen. Tot in 1969 werkte hij nog wel met Streven mee, maar uitsluitend door het inzenden van boekbesprekingen.
In de jaren 1958-1960 publiceerde hij een honderdtal korte biografische nota's in Boekengids, gewijd aan Vlaamse en aan enkele Nederlandse of anderstalige schrijvers. Hij publiceerde er ook enkele bijdragen in de stijl van zijn vroegere bijdragen in Streven. Voor het overige bleef hij praktisch zonder publicaties tot in 1970. 
In zijn levensavond werd hij, vanaf 1971, een trouwe medewerker aan Gezelliaanse publicaties, meer bepaald aan Gezelliana en Gezellekroniek. Hij werd een erkend kenner en publicist over Guido Gezelle en ook over Stijn Streuvels. Hij werkte mee aan de publicatie van het Verzameld Dichtwerk van Gezelle.

## Publicaties

### Streven
- Kunst en Zonde, in: Streven, 1933.
- Over Walschap's Trilogie en over de Katholieke Kunst in Vlaanderen, in: Streven, 1933.
- Van de koele Meren des Doods, in: Streven, 1934.
- Litteraire kroniek: Boerenpsalm, in: Streven, 1934.
- Eduard Brom, in: Streven, 1934.
- Brief aan een kunstenaar, in: Streven, 1934.
- Over uitgaven, romans en cultuur, in: Streven, 1934.
- Hedendaagsche Romankunst, in: Streven, 1935.
- In het teeken van den ondergang, in: Streven, 1935.
- ‘Sub specie aeternitatis'. Over moderne godsdienstigheid en letterkunde, en over geestelijke opstanding, in: Streven, 1935.
- Willem Kloos en het vijftigjarig jubileum van De Nieuwe Gids (1885-1935), in: Streven, 1935.
- Over provinciale letterkunde en Europeesche cultuur, in: Streven, 1935.
- Kantteekeningen bij Cyriel Verschaeve's 'bewondering' voor Dietsche dichters en bij zijn Lucifer, in: Streven, 1937-1938.
- Wankelend geloof, in: Streven, 1937-1938.
- Literatuur en levensernst (twee brieven aan een belangstellende in de hedendaagsche Zuidnederlandsche literatuur), in: Streven, 1937-1938.
- Paradox en christendom (Menno ter Braak tegen Anton van Duinkerken), in: Streven, 1937-1938.
- Een Bloemlezing uit de Vlaamsche Lyriek, in: Streven, 1937-1938.
- Kantteekeningen bij 'De Broeders, Tragedie van het Recht', door Frederik van Eeden, in: Streven, 	1939.
- ‘Zoo dichte en zoo doe 'k’, 1939.
- De weg van de Vlaamsche letterkunde, in: Streven, 1939.
- Wetenschap en traditie bij de beoefening der literatuur, in: Streven, 1939.
- Gods Voorzienigheid en de Oorlog, in: Streven, 1939.
- Felix Timmermans, in: Streven, 1940-1941.
- De letterkunde van de middeleeuwen. Het groote werk van Pater Van Mierlo, in: Streven, 1940-1941
- "Jezus" door Cyriel Verschaeve, in: Streven, 1940-1941.
- Honderd groote Vlamingen, in: Streven, 1941.
- Stijn Streuvels en zijn stijl, in: Streven, 1941.
- De geschiedenis en de verhalende literatuur, in: Streven, 1941.
- Pater Fleerackers, in: Streven, 1941.
- "Kruis en zwaard". De bestemming van Ernest Psichari, in: Streven, 1942.
- Henrik Ibsen en zijn ouderdomsdrama's, in: Streven, 1942.
- Esmoreit. Het eerste van onze abele spelen, in: Streven, 1942.
- Een catechismus voor moderne menschen, in: Streven, 1942.
- Het taalkundig en letterkundig onderwijs in de humaniora, in: Streven, 1943-1944
- (samen met Louis Sterken s.j.), Pater Francis Finn: een spel van leven en verbeelding, 1943.
- Gezelle's caritas, in: Streven, 1943-1944.
- Het probleem van den hedendaagschen roman, in: Streven, 1943-1944.
- Vondel redivivus, in: Streven, 1945.
- "De wandelende Jood", in: Streven, 1945.
- Over dood en smart, zonde en liefde, in: Streven, 1945.
- Onze letterkunde van de renaissance, in: Streven, 1945-1946.
- Een humanisme buiten het christendom, in: Streven, 1945-1946.
- Richard Minne, in: Streven, 1945-1946.
- Prosper van Langendonck. Kantteekeningen bij het nieuwe boek van Albert Westerlinck, "Prosper Van Langendonck. Diagnose van een ongeneeslijke ziel", in: Streven, 1945-1946.
- Over kunst en cultuur, in: Roeping, 1946.
- Stijl en stijlloosheid in onze literatuur, in: Streven, 1946-1947.
- "Op de kentering der tijden geboren...", in: Streven, 1946-1947.
- Voor onze literatuur in nood, in: Streven, 1946-1947.
- In memoriam Felix Timmermans, in: Streven, 1946-1947.
- Het Proces van het Humanisme, in: Streven, 1947-1948.
- Het onvergankelijke Sprookje, in: Streven, 1947-1948.
- Een Romanschrijver ziet een Heilige, in: Streven, 1947-1948.
- Boerenkrijg, in: Streven, 1947-1948.
- De dichterlijke Vlucht van Karel van de Woestijne, in: Streven, 1947-1948.
- Het Vermeylen-Fonds en de Vlaamse Beweging, in: Streven, 1947-1948.
- Gezelle-Thijmvereniging, in: Streven, 1947-1948.
- In Memoriam Maria Elisa Belpaire, in: Streven, 1947-1948.
- Geestelijke opstanding door de poëzie, in: Roeping, 1948.
- Wat is Literatuur, in: Streven, 1948-1949.
- Stijn Streuvels, in: Streven, 1948-1949.
- Karel Jonckheere, in: Streven, 1948-1949.
- Stijn Streuvels en zijn Vlasschaard, Tielt/Antwerpen, 1948.
- De Crisis van het christelijk Humanisme. Les raisins verts van P.H. Simon, in: Streven, 1950-1951.
- Gerard Walschaps religieuze en literaire instelling, in: Streven, 1950-1951.
- Orpheus, in: Streven, 1950-1951.
- Naar een godsdienstig-literaire vernieuwing, 1951.
- Vondels lucifer: een proeve van verklaring, Antwerpen, 1951
- Van Frank Lateur tot Stijn Streuvels, in: Streven, 1951-1952.
- Vlaams proza. Valeer van Kerkhove, in: Dietsche Warande en Belfort, 1956.

### Boekengids
- 43.738 Albe [ps. v. Renaat Antoon Joostens], in: Boekengids, 1958.
- 43.742 Dangin, Mark, in: Boekengids, 1958.
- 43.743 Keuls, H.W.J.M., in: Boekengids, 1958.
- 43.748 van Bogaert, Filip [ps. v. Arthur Wittocx, pr.], in: Boekengids, 1958.
- "Men leest geen Poëzie meer door", in: Boekengids, 1958.
- 43.560 Kruithoff C.L., in: Boekengids, 1958.
- 44.162 Wilson, Colin, in: Boekengids, 1958.
- 44.158 Ureel, Lode, i: Boekengids, 1958.
- 44.064 van Tienhoven, H.J., in: Boekengids, 1958.
- 44.062 Pernath, Hugues [ps. v. Hugues Wouters], in: Boekengids, 1958.
- 44.060 Dellart, Anne [ps. v. Magda Suy], in: Boekengids, 1958.
- 43.893 Polet, Sybren [ps. v. S. Minnema], in: Boekengids, 1958.
- 43.389 Marnay, Luc, in: Boekengids, 1958.
- 44.238 Neuhard, Pierre, in: Boekengids, 1958.
- 44.235 Handtpoorter, Fernand, in: Boekengids, 1958.
- 44.234 de Wingene, Erik, in: Boekengids, 1958.
- 43.218 Scheepmaker, Nico, in: Boekengids, 1958.
- 43.216 le Roy, Pol, in: Boekengids, 1958.
- 43.214 Demedts, Gabrielle, in: Boekengids, 1958.
- Lekenapostolaat en Literatuur, in: Boekengids, 1958.
- 44.582 Schouwenaars, Clem, in: Boekengids, 1959.
- 44.573 Bertiven [ps. v. Engelbert Iven, pr.], in: Boekengids, 1959.
- 44.555 Hensen, Michael, O.P., in: Boekengids, 1959.
- 44.678 Vegliani, Franco, in: Boekengids, 1959.
- Hoe vernieuwt zich de katholieke Roman?, in: Boekengids, 1959.
- 45.448 Verbrugghen, Jo, in: Boekengids, 1959.
- 45.444 Rens, Lieven, in: Boekengids, 1959.
- 45.445 van den Bergh, Herman, in: Boekengids, 1959.
- 45.442 Brouwers, Jaak, in: Boekengids, in: 1959.
- 45.418 Leist, Fritz, in: Boekengids, 1959.
- 45.304 van den Bergh, Herman, in: Boekengids, 1959.
- 45.301 Dietrich, Peter, in: Boekengids, 1959.
- 45.300 de Wilde, Frans [ps. v. Eugeen Gilliams], in: Boekengids,	1959.
- 45.271 Weinrich, Franz Johannes, in: Boekengids, 1959.
- 45.263 Guardini, Romano, in: Boekengids, 1959.
- 45.250 Nuyens, P.J.A., O.P., in: Boekengids, 1959.
- 45.225 Swerts, Lambert, in: Boekengids, 1959.
- 45.215 Verachtert, Frans, in: Boekengids, 1959.
- 45.160 Green, Julien, in: Boekengids, 1959.
- 45.140 van den Bergh, Herman, in: Boekengids, 1959.
- 45.138 Schepens, Jan, in: Boekengids, 1959.
- 45.135 Poort, Coert, in: Boekengids,	1959.
- 45.136 Possemiers, Paul, in: Boekengids, 1959.
- 45.098 Guardini, Romano, in: Boekengids, 1959.
- 45.096 Follereau, Raoul, in: Boekengids, 1959.
- 45.065 Verthé, Arthur, C.I.C.M., in: Boekengids, 1959.
- 45.131 Beversluis, Martien, in: Boekengids, 1959.
- 45.060 Jonckheere, Karel, in: Boekengids, 1959.
- 44.728 Roggeman, Willem M., in: Boekengids, 1959.
- 44.726 Celen, Vital, in: Boekengids, 1959.
- 44.984 Schepens, Jan, in: Boekengids, 1959.
- 44.983 Kouwenaar, Gerrit, in: Boekengids, 1959.
- 44.982 de Rocker, Firmijn, C.P., in: Boekengids, 1959.
- Kunst en moraal Een getuigenis van Johannes Jőrgensen, in: Boekengids, 1959.
- 44.422 van Straten, Hans, in: Boekengids, 1959.
- 44.421 van Rijnsland, R. [ps. v. René van Daele], in: Boekengids,	1959.
- 44.416 Cousy, Tor, in: Boekengids, 1959.
- 44.520 Simoens, Leo, in: Boekengids, 1959.
- 45.609 van Acker, Georges, in: Boekengids, 1959.
- 45.607 Rens, Lieven, in: Boekengids, 1959.
- 44.884 Celen, Vital, in: Boekengids, 1959.
- 44.850 Dangin, Mark [ps. v. Luc van Clooster], in: Boekengids, 1959.
- 44.820 Guardini, Romano, in: Boekengids, 1959.
- Waarom schrijft gij? Artistiek existentialisme, in: Boekengids, 1959.
- 44.795 Jonckheere, Karel, in: Boekengids, 1959.
- 46.930 van Zeijst, Rutger, in: Boekengids, 1960.
- 46.880 von Scholz, Wilhelm, in: Boekengids, 1960.
- 46.875 Simons, Wim J., in: Boekengids, 1960.
- 46.874 van Eeden, Peter en Meertens, P.J., Dr, in: Boekengids, 1960.
- 46.873 Simons, Wim J., in: Boekengids, 1960.
- 46.852 van Eeden, Peter en Simons, Wim J., in: Boekengids, 1960.
- 46.846 de Luppé, Robert, in: Boekengids, 1960.
- 46.844 Albérès, R.M., in: Boekengids, 1960.
- 46.804 Schierbeek, Bert, in: Boekengids, 1960.
- 46.794 Vestdijk, S., in: Boekengids, 1960.
- 46.790 Meinl, Julius [ps. v. Julien de Mey], in: Boekengids, 1960.
- 46.789 Librecht, Julien, in: Boekengids, 1960.
- 46.786 Borgers, Gerrit, in: Boekengids, 1960.
- 46.785 Bertiven [ps. v. Engelbert Iven], in: Boekengids, 1960.
- 46.753 Schneider, Reinhold, in: Boekengids, 1960.
- 46.645 Winkler, C., in: Boekengids, 1960.
- 46.568 Schierbeek, Bert, in: Boekengids, 1960.
- 46.464 Guardini, Romano, in: Boekengids, 1960.
- 46.338 Bastet, F.L., in: Boekengids, 1960.
- 45.751 van der Hoeven, Jan, in: Boekengids, 1960.
- 45.749 Thomas, Piet, in: Boekengids, 1960.
- 45.748 Schulte Nordholt, J.W., in: Boekengids, 1960.
- 45.728 Mauriac, François, in: Boekengids, 1960.
- 45.725 Guardini, Romano, in: Boekengids, 1960.
- 45.902 Eastwood, Catherine, in: Boekengids, 1960.
- 45.888 Vaerewijck, Willy, in: Boekengids, 1960.
- 45.883 Boelens, Jan, in: Boekengids, 1960.
- 45.884 de Vreede, Mischa, in: Boekengids, 1960.
- 45.854 Guardini, Romano, in: Boekengids, 1960.
- Hoe vernieuwt zich de katholieke Roman II, in: Boekengids, 1960.
- 45.832 Verschaeve, Cyriel, in: Boekengids, 1960.
- 46.036 van Doorn, Wouter, in: Boekengids,	1960.
- 46.031 Jacobse, Muus [ps. v. Prof. Dr K. Heeroma], in: Boekengids, 1960.
- 46.029 Gezelle, Guido, in: Boekengids, 1960.
- 45.997 Guardini, Romano, in: Boekengids, 1960.
- 46.179 Rodenko, Paul, in: Boekengids, 1960.
- 46.178 Pointl, Frans, in: Boekengids, 1960.
- Gaston Theunynck 70, in: Vlaanderen, 1969.

### Guido Gezelle
- Twee sonnetten, in: Gezellekroniek, 1971.
- Guido Gezelles Kerkhofblommen (mei 1858), in: Gezelliana, 1971.
- Did we not learn our poetry together?, in: Gezelliana, 1972.
- Van Deyssel op weg naar James Joyce, in: De Nieuwe Taalgids, 1973.
- Consciences wonderjaar 1838, in: Vlaanderen, 1973.
- Guido Gezelles dichterlijke ouverture, in: Gezellekroniek, 1974-1975.
- Aloïs Walgrave, mijn oudleraar te Hoogstraten, in: Gezellekroniek, 1974.
- (samen met Gunther Gooris), Algemene bedenkingen omtrent Kunst en geld, in: Vlaanderen, 1976.
- Guido Gezelles tweede poësisjaar 1858-1859 (Oktober-December) Late rozen, in: Gezelliana, 1977.
- Gezelles wonderjaar 1858, 1976.
- De roep naar Engeland, in: Gezelliana, 1978.
- Guido Gezelles ‘dichtergeest’ (1852-1862), in: Gezellekroniek, 1978.
- Tussen twee werelden. Guido Gezelles zomervakantie 1858, in: Gezelliana, 1979-1980.
- "Vondel, die aan de treurspelen verviel", in: Vlaanderen, 1979.
- Uit Guido Gezelles tweede poësisjaar 1858-1859 Brief - Mijn dichterlijk, mijn dierbaar kind’, in: Gezellekroniek, 1980.
- Kerkhofblommen, een doorbraak, in: Guido Gezelle, Verzameld Dichtwerk, Deel I, Antwerpen/Amsterdam, 1980.
- Gezelle, Novalis, Mens en dichter, in: Gezellekroniek, 1982.
- Emiel van Hemeldonck Voorzitter van de Vereniging van Kempische schrijvers, in: Vlaanderen, 1982.
- Het Duitse sonnet bij Guido Gezelle, in: Gezelliana, 1983.
- De eerste scheiding Gezelle-Van Oye (nov.-jan. 1858-1859), in: Gezelliana, 1983